# Trybunał Obrony Państwa
Trybunał Obrony Państwa – specjalny trybunał, powołany w Polsce, w okresie wojny polsko-rosyjskiej 1919-1920, dla sądzenia osób cywilnych i wojskowych za czyny, na froncie i poza nim, powodujące niebezpieczeństwo i szkody dla obrony państwa, rozporządzeniem Rady Obrony Państwa z 11 sierpnia 1920 r.

## Geneza
Załamanie „wyprawy kijowskiej” Piłsudskiego w czerwcu i lipcu 1920 r. spowodowało wzrost demoralizacji wśród szeregowych i oficerów. Obok bohaterstwa i przykładów patriotycznego zapału, szerzyły się w armii przestępstwa niesubordynacji, tchórzostwa i uchylania się od służby wojskowej. Oficerowie niejednokrotnie wywoływali panikę i zarządzali nieuzasadnione ewakuacje. Zjawiska te nasiliły się zwłaszcza po wkroczeniu Armii Czerwonej na etnicznie polskie ziemie i podejściu jej pod Warszawę. Istniejący stan rzeczy wywoływał ostrą krytykę społeczeństwa. Co do zasady czyniła to w swej prasie endecja wykorzystująca powstałą sytuację do walki politycznej przeciwko Piłsudskiemu. Na zmianę sytuacji próbowały wpłynąć władze publiczne. Rząd wprowadził przepisy zaostrzające odpowiedzialność za przestępstwa wojskowe. Władze wojskowe planowały nawet utworzenie na tyłach frontu specjalnego kordonu, który miał ułatwiać wyłapywanie dezerterów. Głosy krytyczne padały także na posiedzeniach Rady Obrony Państwa, która uznała pracę nad podniesieniem ducha bojowego w armii za jedno z podstawowych swych zadań. Podczas jednej z dyskusji nad sytuacją w szeregach wojska 28 lipca 1920 r. poseł Norbert Barlicki zaproponował utworzenie przy ROP specjalnego trybunału, który zajmował by się przypadkami niesubordynacji wysokich oficerów. Wniosek został jednak wówczas odrzucony.

## Powołanie
Sprawą Trybunału zajął się rząd na posiedzeniu w dniach 4–6 sierpnia 1920 r. Powołano wówczas komisję, która miała zająć się opracowaniem odpowiedniego rozporządzenia, przygotowanego wcześniej przez Sekcję Legislatywną Prezydium Rady Ministrów. Projekt trafił pod obrady ROP i na posiedzeniu 11 sierpnia został przyjęty. Prace nad powołaniem Trybunału rozpoczęły się w początkach września. Na posiedzeniu rządu 2 września powołano dwóch jego przedstawicieli oraz zaproponowano kandydatury na stanowiska prezydenta Trybunału i jego zastępcy. ROP powołała ich uchwałą dwa dni później. W następnych dniach mianowano przedstawicieli Sądu Najwyższego, Najwyższego Sądu Wojskowego i Komisji Wojskowej Sejmu Ustawodawczego.

## Kompetencje
Trybunałowi Obrony Państwa podlegały osoby cywilne i wojskowe, dopuszczające się przestępstw na froncie i poza nim, powodujących niebezpieczeństwo lub szkodę dla obrony państwa. Przesłanka ta była również okolicznością zaostrzającą odpowiedzialność karną. Materialną podstawą działania Trybunału były przepisy wojskowego kodeksu karnego oraz powszechnych ustaw karnych obowiązujących w poszczególnych dzielnicach. Właściwość miejscowa Trybunału obejmowała cały kraj.

## Organizacja i tryb funkcjonowania
W myśl rozporządzenia Trybunał miał sam określić tryb swego funkcjonowania. Był jednak związany ogólnymi zasadami postępowania karnego obowiązującymi w miejscu podejmowania czynności procesowych. Uwzględniać musiał także tryb przyśpieszony w postępowaniu. O przekazaniu danej sprawy Trybunałowi rozstrzygała ROP w drodze uchwały. Jej przyjęcie powodowało wyłączenie danej sprawy spod właściwości innych sądów i władz. Za pośrednictwem ministra sprawiedliwości przekazywano uprawnienia do prowadzenia dochodzeń i badania zarzutów. Czynności śledcze Trybunału wykonywać mieli jego delegaci, który miał uprawnienia sędziego śledczego. Akta zakończonego postępowania delegat przekazywał ministrowi sprawiedliwości, który na ich podstawie formułował odpowiedni wniosek do Trybunału. Wniosek mógł dotyczyć: uzupełnienia akt, rozpisania rozprawy głównej, umorzenia sprawy lub przekazania jej do zwyczajnego sądu. Czynności oskarżycielskie przed Trybunałem pełnił minister sprawiedliwości albo w jego imieniu podsekretarz stanu lub wysoki urzędnik ministerstwa. Mogły być wykonywane także przez przedstawiciela Prokuratury Sądy Najwyższego albo przedstawiciel Prokuratury przy Najwyższym Sądzie Wojskowym. Rozprawę przeprowadzano w składzie sześciu członków i miała ona charakter jawny. Wyłączenie jawności mogło nastąpić ze względu na dobro publiczne. Podsądnemu przysługiwało, z urzędu, prawo do obrony. Orzeczenie Trybunału zapadało większością głosów, przy czym w wypadku orzeczenia uznającego oskarżonego winnym większość musiała być kwalifikowana i wynosiła 2/3 głosów. Trybunał miał charakter jednoinstancyjny i dlatego orzeczenia stawały się prawomocne z chwilą ogłoszenia.

## Skład
W skład Trybunału wchodzili: prezydent Trybunału, zastępca prezydenta Trybunału, sędzia Sądu Najwyższego, sędzia Najwyższego Sądu Wojskowego, przewodniczący Komisji Wojskowej Sejmu Ustawodawczego, dwaj delegaci rządu, z których jeden musiał być przedstawicielem wojska. Powoływano też zastępców członków Trybunału.
Członkami Trybunału byli:
- prezydent Trybunału – prof. Oswald Balzer
- z-ca prezydenta Trybunału – Bronisław Sobolewski
- delegat RM – Antoni Osuchowski
- delegat RM – gen. Emil Gołogórski
- reprezentant SN – Zbigniew Rymowicz
- reprezentant NSW
- Komisja Wojskowa SU – Antoni Anusz.

## Działalność
Z chwilą powołania Trybunału Obrony Państwa szefostwo Sądownictwa Polowego i Służby Wojskowo-Prawnej Naczelnego Dowództwa wydało 9 września 1920 r. rozkaz nakazujący podległym sądom przedkładanie do ROP spraw należących do kompetencji Trybunału. Wykazy spraw przekazywano do Prezydium Rady Ministrów. W praktyce Trybunał zajmował się tylko jedną sprawą. Była to tzw. sprawa gen. Aleksandra Boruszczaka, którego oskarżono o oddanie Wilna bolszewikom bez walki. Śledztwo w tej sprawie zarządził naczelny wódz 5 sierpnia 1920 r. Na posiedzeniu ROP 18 sierpnia poseł Artemiusz L. Czerniawski zażądał przekazania sprawy Trybunałowi Obrony Państwa. Tego samego dnia Rada podjęła stosowną uchwałę i na jej podstawie rozkazem z 26 sierpnia minister spraw wojskowych przekazał akta Trybunałowi. Postępowanie przeciwko gen. Boruszczakowi nie zostało zakończone do czasu rozwiązania Trybunału, a 11 października 1921 r. akta zostały przekazane do Sądu Wojskowego Dowództwa Okręgu Warszawskiego, a w marcu roku następnego sprawę umorzono ze względu na brak znamion czynu zabronionego.

## Zakończenie działalności
Trybunał miał istnieć tylko w okresie funkcjonowania ROP, ale Rada przestała się zbierać po 1 października 1920 r. Zgodnie z ustawą o ROP rząd miał obowiązek przesłać rozporządzenia uchwalone przez Radę do Sejmu, celem zatwierdzenia. 24 września Sejm przekazał rozporządzenie o Trybunale do Komisji Prawniczej. Sprawozdanie z prac komisji referował na posiedzeniu plenarnym Sejmu 9 grudnia Herman Lieberman. Komisja wnioskowała o uchylenie wspomnianego rozporządzenia. Przedstawiono też projekt ustawy w tej sprawie. Sejm uchwalił ją tego samego dnia. Weszła w życie 31 grudnia 1920 r. Sprawy niezakończone przekazano Sądowi Wojskowemu Dowództwa Okręgu Warszawskiego.